# 陈为军
陈为军（1969年11月30日—），中国纪录片导演，现任职于中国武汉电视台。自1994年开始从事纪录片创作，2004年创作了反映底层艾滋病家庭状况的纪录片《好死不如赖活着》，该片曾荣获多项国际大奖。2007年，陈为军创作了讲述中国武汉一所小学内班级选举的故事《请为我投票》，并以此片入围2008年奥斯卡最佳纪录片。此外还有《世界最大的中国餐馆》、《生门》等纪录片作品。

## 个人经历
陈为军1992年从四川大学新闻系毕业，来到了武汉电视台工作。他工作后开始对纪录片产生兴趣，自1994年从事纪录片创作。
2004年，执导了反映底层艾滋病家庭的纪录片《好死不如赖活着》，影片记录了河南的马深义一家，五口人中四人感染了艾滋病，只有九岁的大女儿是健康的。整部影片细腻地拍摄了一家人面对艾滋病的恐惧和对未来人生的迷茫。
2007年，执导了《请为我投票》，记录了中国武汉常青第一小学中一个班级用民主选举的方式选出他们下一届班长。为了竞选班长，三个班长候选人及背后的三个家庭都使出了浑身解数、极尽所能的故事。该片由英国BBC等电视台播出，是“十部反映世界各国民主进程”系列纪录片之一。由于涉及敏感题材，該片未能在中国大陆上映。
2008年，创作了纪录片《世界最大的中餐馆》，记录了关于中国最大的餐馆湖南“西湖楼”饭店中来往的食客，老板，打工人员各自截然不同的生活故事。
2012年，执导了《为什么贫穷》系列纪录片中的《出路》篇。《为什么贫穷》系列记录片由八个不同导演执导的纪录片组成，自2012年11月起在70多家电视台全球播出。
2017年，执导了纪录片《生门》，影片深入医院妇科产房，真实记录了四位孕妇生产的过程以及背后真实的家庭故事。

## 主要作品
- 2004年 《好死不如赖活着》
- 2007年 《请为我投票》
- 2008年 《世界最大的中餐馆》
- 2012年 《为什么贫穷》之《出路》
- 2017年 《生门》
- 2019年 《城市梦》

## 获奖记录
《好死不如赖活着》获得：
- 2003年美国广播电视文化成就奖
- 2004年英国国家最佳纪录片奖
- 2003年圣丹斯电影节世界纪录片提名
- 2003年阿姆斯特丹纪录片电影节最高竞赛单元提名  [7]

《请投我一票》获得：
- 2007, Sterling Feature Award - Silverdocs
- Atlantic Film Festival -Official Selection
- International Medium Documentary Award
- Screenrights Educational Documentary Award
- 全美广播电视文化成就奖
- 英联邦国家最佳纪录片奖
- 圣丹斯电影节世界纪录片奖
- 2008奥斯卡最佳纪录片长片提名
- 阿姆斯特丹纪录片电影节最高竞赛奖提名[8]

## 《请为我投票》审核风波
纪录片《请为我投票》于2007年疑似因宣传民主选举思想，而在中国大陆被禁止在公开场合播放。《请为我投票》在拍摄期间，因导演上一部电影《好死不如赖活着》的成功而受到中国大陆媒体的高度关注，但电影完成后却在社会上悄声无息。直到该片获得奥斯卡奖提名并获得一系列国际奖项引起了海外关注后，中国大陆民間才传出该片已经被封禁的言论可是消息没有指明该片被禁的原因。
南京师范大学文学院副教授郭权接受了香港苹果日报的电话采访，在采访中表示《请为我投票》被禁是因为电影中对民主意识的阐述与中共指老百姓不适合选举的宣传背道而驰。她说共产党也将民主作為掛帥，胡锦涛在法国曾表示“没有民主就不会有社会主义”，但共产党所说的民主指的是老百姓可以自由表达观点，但不可以颠覆共产党执政的地位。不像《请为我投票》中表现出的：『老百姓可以选择执政党』。”他还表示，虽然该片被禁止公开上映，但盗版到处都有，传播广泛。
副教授郭泉还说，这部电影告诉了百姓什么是民主，民主就是老百姓可以选择自己的领导，如果大家看了电影都明白了这个道理，那中共的本质就会被看透，所以它当然不愿意让更多人看到这个电影。
该片的导演陈为军透露，他调查发现很多小朋友都想当官，这是激发他拍摄这部电影的灵感，于是他拍下了小学生用民主方式选择班长的过程，来看看小朋友的民主意识和思考。